# Мечі проти чаклунства
Мечі проти чаклунства (англ. Swords Against Wizardry) — збірка із 4 оповідань Фріца Лайбера в жанрі меч і чари, що вийшла 1968 року в американському видавництві «Ace Books».
Хронологічно четверта збірка про героїв Фафгрда та Сірого Мишолова.

## Оповідання
| Назва                               | назва                              | рік  |
| ----------------------------------- | ---------------------------------- | ---- |
| «В шатрі відьми»                    | «In the Witch's Tent»              | 1968 |
| «Зоряна пристань»                   | « Stardock»                        | 1965 |
| «Двоє найкращих злодіїв у Ланкмарі» | «The Two Best Thieves in Lankhmar» | 1968 |
| «Повелителі Квармала»               | «The Lords of Quarmall»            | 1964 |